# Semana Santa en Loja
La Semana Santa de Loja es una celebración de la Semana Santa que se celebra en la ciudad española de Loja, provincia de Granada.
Constituye la más importante manifestación de cultura popular de Loja a lo largo y ancho del año. La Semana Santa de Loja, hunde su fundamento en la tradición devota de una parte bien representativa de la sociedad lojeña, que año tras año se empeña en reivindicar los valores universales de humanidad, generosidad y fraternidad implícitos en la Pasión de Jesús de Nazaret, y que año tras año lo hace a través de una manifestación que trasciende a lo estrictamente devocional, para eclosionar en las calles de Loja con una representación estética, artística y cultural. Esta celebración fue declarada en 2004 de Interés Turístico de Andalucía.[cita requerida] y Decana de la Provincia de Granada en 2018. Actualmente, se encuentra en trámites para ser reconocida como Fiesta de Interés Turístico Nacional e Internacional.

## Hermandades y Cofradías

### Viernes de Dolores
Hermandad de la Santísima Virgen de los Dolores "Antigua Congregación de Terciarios Siervos de la Santísima Virgen": La Hermandad de la Santísima Virgen de los Dolores se fundó en la parroquia de Santa Catalina en el año 1669, incorporándose a la orden de servitas. Al principio se veneraba un cuadro de la Virgen hasta que del Convento de la Victoria se consiguió una talla de una piedad que fue la titular hasta los sucesos del 36. En 1937 se encargó la nueva talla de José Gabriel Martín Simón y con ella se reorganizó la hermandad.

### Domingo de Ramos
Hermandad de Nuestro Padre Jesús en su Entrada Triunfal en Jerusalén, Ecce Homo y María Santísima de la Luz: Fundada en 1992 bajo el patronazgo de la Agrupación Local de Hermandades y Cofradías de Loja, fue un esfuerzo de la misma por completar la iconografía de la semana mayor de la ciudad. Inicialmente estaba formada por un solo paso correspondiente a la Entrada de Jesús en Jerusalén. Es de destacar que se trata de una hermandad de niños en su mayoría que acompañan vestidos de hebreos todo el recorrido procesional de la misma. En 2005, un grupo de jóvenes de la ciudad, crea la rama de la hermandad con la Virgen de la Luz. Actualmente procesionan en la mañana del Domingo de Ramos con la Entrada Triunfal de Jesús en Jerusalén y por la tarde con el Ecce Homo junto a la bella imagen de María Santísima de la Luz. Su sede canónica es la Iglesia Mayor de la Encarnación.

### Martes Santo
Cofradía de Nuestro Padre Jesús en el Huerto y Nuestra Señora de la Esperanza: La fundación de esta cofradía data del año 1995, desfilando por primera vez en 1997. La iconografía representa en un paso a Jesús en el momento de la oración en el huerto acompañado de un ángel y en el otro a la Virgen de la Esperanza, dolorosa de vestir. Desde 2012 salen en un paso acompañando al Señor del Huerto Los Apóstoles: San Pedro, Santiago y San Juan. Su sede canónica es la Ermita de San Roque.

### Miércoles Santo
Real Cofradía de Nuestro Padre Jesús de las Tres Caídas: Se funda en el año 1926 aunque ya había procesionado antes con motivo de unas epidemias de cólera (véase: Pandemias de cólera en España). Al principio salía de la Iglesia de San Gabriel acompañada de la imagen de Nuestra Sra. de la Esperanza, aunque los tumultos y quema de iglesias del 36 provocaran la destrucción y pérdida de las mencionadas imágenes, reorganizándose la hermandad en 1990 desde la Iglesia Mayor de la Encarnación. En 2010 recupera el título de "Real", derecho otorgado por Alfonso XIII.

### Jueves Santo
Muy Antigua y Primitiva, Real e Ilustre Cofradía de la Santa Vera Cruz, Jesús Preso y Nuestra Señora de los Dolores: Fundadas en torno al siglo XVI como hermandades separadas en el Convento de San Francisco de Asís. A primeros del siglo XX deciden fusionarse, adquiriendo la denominación actual, a la vez que se les daba el título de Real. Se trata de una de las cofradías más queridas de la ciudad contando con un número de hermanos cercano al millar. Su iconografía representa en un primer paso a la Santa Vera Cruz, en un segundo la imagen de un Jesús en el momento de su apreso y para finalizar una bella dolorosa de vestir de estilo granadino que representa a la Virgen de los Dolores.
Cofradía del Santísimo Cristo de los Favores "El Silencio": Aprobados sus estatutos en el año 1956, unos años antes se había adquirido la imagen de la iglesia de San Cecilio de Granada, la cual representa a Cristo recién muerto en la cruz, siendo copia exacta de la existente en el Campo del Príncipe de la capital. Todo el cortejo se caracteriza por el silencio y la oscuridad que lo envuelve y por el sonido de unos tambores rigurosamente vestidos de negros que abren el desfile. Es una de las imágenes más características de Loja con más de 800 hermanos entre horquilleros, tambores y penitentes.

### Viernes Santo
Hermandad de Santa Marcela "La Verónica": Se tiene constancia de su existencia desde el siglo XVIII como parte de unas de las hermandades de Viernes Santo por la mañana. Conocida como la hermandad de los panaderos por ser estos la que históricamente se encargaron de ella, la hermandad representa a la mujer verónica que limpia el rostro de Jesús en su subida al Calvario. Después de la guerra quedó a expensas del resto de hermandades hasta su reorganización como hermandad independiente en 1989.
Venerable Hermandad de Nuestro Padre Jesús Nazareno y San Juan Evangelista: Fundada el 12 de enero de 1619 en la ermita de San Roque, posteriormente se le construye su actual sede canónica en la Iglesia de Jesús Nazareno, inaugurada el 27 de septiembre de 1705. Durante el siglo XVIII se le agregó la hermandad de niños expósitos de la ciudad. Durante el 36 fueron quemadas sus titulares, solo salvándose el trono. Una vez terminada la guerra, se recompone con una talla de Castillo Lastrucci representando a un nazareno, que volvió a salir a la calle en 1941. Recientemente se recuperó el trono con la figura de San Juan. La hermandad de Jesús es unas de las más queridas en Loja y su titular es sin duda uno de los que más devoción se le tiene. Web oficial:http://www.jesusnazarenoloja.com
Hermandad de la Santa Vera Cruz y Nuestra Señora de las Angustias: Las primeras noticias vienen del siglo XVII como parte de las llamadas "hermandades de Viernes Santo" junto con "El Nazareno", "San Juan" o "la Verónica". Se tienen actas desde el 1794. Después de la guerra se recuperó y a día de hoy se trata de una de las hermandades más queridas. Sus titulares son la Santa Vera Cruz llevada en un trono por niños, y una talla de una dolorosa correspondiente a la Virgen de las Angustias. Como curiosidad es de resaltar que el manto de la Virgen fue un regalo personal de Ramón María Narváez junto con algunos otros abalorios.
Hermandad del Santísimo Cristo de la Salud y San Juan de la Palma: Se tienen noticia de la hermandad desde el siglo XVII. No es hasta 1929 cuándo junto con el Cristo obra de José de Mora salen acompañándolo las imágenes de las 2 Marías y San Juan. Tras la guerra se recupera la imagen del Cristo y la del San Juan, siendo la primera la que actualmente se procesiona. Durante esta etapa sufre algunos avatares, reorganizándose la Hermandad definitivamente en 1978. El recorrido inicialmente era el mismo que el de las hermandades de Viernes Santo por la mañana, pero posteriormente se acortó sin bajar al barrio del Puente. Como novedad, actualmente, al Santísimo Cristo de la Salud lo acompaña una Agrupación de tambores "Los tambores de la Salud"; en el encierro de esta Hermandad, los tambores esperan en la puerta de la Encarnación para tocar a su titular, cuando el Cristo atraviesa la puerta de la iglesia, el toque se hace más intenso.
Hermandad del Santo Sepulcro y Nuestra Señora de la Soledad: Las dos cofradías en su momento fueron independientes dependiendo del Convento de Nuestra Sra. de la victoria, teniendo noticias de ellas desde el año 1603. Se tiene noticia de que en el año 1774 el cabildo les concedió un permiso especial para celebrar unas corridas de toros. Tras la desamortización, cambiaron su sede a la Iglesia Mayor de la Encarnación y allí se unieron en una sola. Tras la guerra se reorganizó en el año 1944. Hasta 1960 se guardaban las imágenes en el convento de Santa Clara, trasladándose a la iglesia unos días antes de su salida. Un dato curioso es que a esta dolorosa se le conocía antiguamente como la "Virgencilla" debido a que era portada en un pequeño trono.

### Domingo de Resurrección
Jesús Resucitado: Se crea en 2023 a partir de la donación de la lojeña Ana Ávila González de una talla de Jesús Resucitado obra del imaginero cordobés Jesús Gálvez. Se trata de la única salida procesional que sale de la Iglesia de San Gabriel y se lleva a cabo con el auspicio de la Agrupación de Hermandades y Cofradías de Loja.

## Personajes típicos

### Los incensarios
Es la figura más representativa de la Semana Santa de Loja puesto que es un personaje único que no existe en ninguna otra parte de la geografía española. Las primeras noticias que tenemos de ellos datan del año 1765 en el que un documento de la Hermandad de Nuestro Padre Jesús de la Humildad hace referencia a ellos puesto que colaboran con 90 reales de vellón al mantenimiento de dicha de hermandad. Pese a estos datos, se tiene constancia de que existen desde mucho más tiempo, probablemente desde tiempos de la reconquista. 
Los incensarios son una figura extraña y original dentro de la iconografía clásica de la Semana Santa. No siguen el desfile procesional, sino que se dedican a esperar el paso de los mismos en unos sitios dispuestos anteriormente. Están formados por "corrías" de 8 personas que se desplazan a gran velocidad por cualquier sitio de la ciudad durante el desfile. En los lugares prefijados, a la llegada de los diferentes tronos, comienza su ritual, que consiste en una serie de danzas, llamadas "golpes" en las que a la finalización de las mismas, se colocan en 2 filas de cuatro y proceden al cante de las "sátiras", antiguas y primitivas formas de saeta dedicadas especialmente al paso en cuestión al que estén dedicando el ritual.

### Los niños seases
Los niños seases eran normalmente una pareja de niños de mediana edad que abrían los desfiles procesionales junto con el estandarte o cruz guía de las hermandades. El origen de la palabra sease viene de la salmodia que ellos parafraseaban una y otra vez "Esto se hace, en memoria de la Pasión, Muerte y Resurrección de Nuestro Señor Jesucristo", que como se puede observar corresponde a la unión de las sílabas de la segunda y tercera palabra.
Desaparecieron a mitad de siglo XX pero han sido recuperados recientemente por la Hermandad de Nuestro Padre Jesús en la Oración en el Huerto y Ntra. Sra. de la Esperanza. 

### Los apóstoles
Personaje típico del Viernes Santo lojeño, actualmente no procesiona pero está en vías de recuperación. Se trataba de una serie de hombres vestidos como los apóstoles y con unas caretas que los caracterizaban. Dichas caretas fabricadas en plomo todavía existen pero debido al gran deterio y su incalculable valor no se usan, por lo que se espera que pronto se realicen las réplicas para poder usar. Estos acompañaban la procesión de Nuestro Padre Jesús Nazareno durante todo el día, justo detrás del estandarte de la hermandad. Además antes procedían a una serie de rituales tales como la limpieza de pies y visita a los monumentos en los diferentes templos de la ciudad.

### Los pediores
Se trata de otro de los clásicos personajes del Viernes Santo lojeño. No son más que hermanos de la Hermandad de Nuestro Padre Jesús Nazareno y de la virgen de las Angustias, pero con la particularidad de que no están dentro del cortejo procesional. Sino que salen y entran a sus anchas, llevando con sí, una bandeja de una forma particular en la que la gente va dejando una aportación monetaria para el sustento de la hermandad. Las bandejas que portan son en sí obras de arte, normalmente fabricadas en plata, de las que se conservan todavía, algunas muy antiguas del siglo XVIII

### El postor
Es la persona que se sitúa delante del trono y que dirige el trono y el trabajo de los horquilleros, dan las órdenes a través de la voz. Su nombre procede de las subastas que se hacían antiguamente para ocupar este puesto.

### Los horquilleros
Es un grupo de personas que portan el trono sobre sus hombros dirigidos por la voz del postor, su nombre se debe al uso de las horquillas para sujetar el trono durante los descansos. Es muy tradicional la vestimenta que utilizan con un característico fajín acabado en forma de lazo y unas alpargatas.

### Los Armaos
Estos personajes simulan a los soldados romanos que llevaron a Cristo hacia la Cruz. Suelen acompañar a Jesús Nazareno con las lanzas apuntando hacia arriba en señal del logro de haber capturado a Jesús, y por la noche del Viernes Santo aparecen otra vez pero con las lanzas hacia abajo en señal de arrepentimiento.

## Momentos de Interés Turístico

### La Corriílla
```
Recorrido final de unos 100 metros que hacen los tronos del Viernes Santo por la mañana en una veloz carrera en una cuesta hacia arriba hasta llegar a la Ermita de Jesús.
```

## Expresiones lingüísticas propias
En la Semana Santa de Loja existen una gran variedad de términos característicos y diferentes que la hacen más especial como “horquilleros” e “incensarios”; además de los siguientes:

### Expresiones de los Incensarios

#### Abalorio
Ornamentación en forma de pequeña lágrima que en grandes cantidades se colocan en el morrión o capirote del Incensario.

#### Anilla
Es una parte de los cacharros (incensarios). Sirve para con un dedo, tirar de las cadenas y abrir la taza para que emane mayor cantidad de incienso.

#### Borlas
Parte de la vestimenta que consiste en un cordaje que se coloca en la parte final externa del pantalón y al inicio de las medias. En ambos extremos de ese cordaje se sitúan unas bolas que terminan en flecos.

#### Cacharro
Es el llamado incensario en sí. Es el utensilio utilizado para quemar incienso que va acompañado de la naveta.

#### Cadenas
Parte de los cacharros que se encuentran en un número de cinco. Cuatro sostienen la taza del incensario y la quinta con su anilla sirve para levantar la tapa y dejar abierta la taza.

#### Ceñidero
Es el que manda realizar los movimientos y los marca en la Corrida (grupo de 8 incensarios). Siempre es el primero por la izquierda. También se conoce como “maestro” y todos los incensarios deben seguir sus órdenes, ya que según el dicho,”El maestro nunca se equivoca”.

#### Cordones
Parte de la vestimenta de “los Moraos” (Incensarios de Jesús Nazareno), y de los incensarios de los Favores. Son cuerdas de pita que se colocan por detrás del cuello y se cruzan en el pecho cayendo entre el ceñidor hasta las rodillas.

#### Corría
Nombre que se le da al grupo de ocho incensarios que conforman el total.

#### Cruz y Cuadro
Movimiento reverencial de los Incensarios a las imágenes de Cristo. Como indica su nombre, el movimiento consiste en hacer una media (inclinarse tocando con la rodilla el suelo), formar una cruz y luego un cuadro mirando a la imagen. En este movimiento al finalizar las sátiras, se realizará un cerco al trono, dando “tres de codo” (movimientos del cacharro para que salga el incienso), volviéndose a la posición y pasando directamente a la cruz y luego al cuadro, finalizando con otra media.

#### Cruz y Cuarta
Movimiento reverencial de los Incensarios a las imágenes marianas. Como indica su nombre, este movimiento onsiste en hacer una media, formar una cruz, otra media, abrirse y dar un zapatazo. Una vez se canten las sátiras, se repiten los movimientos formando directamente la cruz.

#### Cuadro
Movimiento reverencial de los Incensarios a las imágenes que inician la procesión. El movimiento consiste en hacer la media y formar el cuadro, quedando este formado mientran cnatan las sátiras.

#### Golpe
Conjuntos de movimientos, reverencias y sátiras que se realizan a cada paso de la procesión en los lugares preestablecidos.

#### Hebilla
Parte plateada colocada en los zapatos de algunas Corrías de Incensarios 

#### Mochilero
Persona que porta una mochila que lleva los utensilios para encender los cacharros. Va acompañado a la Corría durante todo el tiempo.

#### Magdalena
Movimiento en círculo que realizan los incensarios alrededor de una mesa, “incenciando” así una casa o lugar que ha ido a visitar.

#### Morrrión
Capirote forrado de abalorios. Este representa una cola que cae por detrás y tapa parte de la espalda. Es la pieza más distintiva de los Incensarios.

#### Naveta
Segunda pieza del cacharro del Incensario. Tiene forma de vaso o taza, se apoya sobre la palma de la mano y con ella se dan algunas de las órdenes de la Corría. En la actualidas el máximo galardón que se concede en la Semana Santa lojeña lleva el nombre de “Naveta de Honor”.

#### Sátira
Son las saetas que interpretan los Incensarios. 

#### Sencillo
Movimiento que se realiza a los estandartes que hay dentro de cada Estación de Penitencia.

#### Trabajoso
Movimiento con el cual se inicia la procesión y que finaliza con un zapatazo en el suelo al unísono de todos los miembros de la Corría.

### Expresiones de las hermandades y cofradías

#### Almohadilla
Especie de cojín que se coloca en los varales de los tronos y que sirve para que la madera de los varales no se clave en los hombros de los horquilleros.

#### Estandarte
Insignia en la mayoría de los casos rematada por una cruz, representa corporativamente a la cofradía o hermandad, y que lleva el escudo de esta. También suelen llevar bordados los emblemas de los títulos que posea.

#### Hermano Mayor
Responsable superior de una hermandad o cofradía que es elegido en el “cabildo” por los hermanos para un período de unos cuatro años en general.

#### Horquilla
Cada una de las piezas que portan los horquilleros y que sirve para sostener el trono en los momentos que está detenido.

#### Manto
Vestidura de tejidos nobles con grandes labores de bordado, que parte desde la cabeza de la Virgen hacia la trasera del paso del palio. 

#### Morrión
En el caso de los penitentes, es una pieza cónica de cartón que se sitúan estos sobre la cabeza y que se cubre con una tela abierta solamente por los ojos.

#### Penitente
Miembros de la cofradía o hermandad que hacen la Estación de Penitencia portandocirios o faroles.

#### Palio
Dosel sustentado por los varales que llevan los pasos de la Virgen. 

#### Trono
Es el conjunto formado por las andas y las imágenes que se sustentan sobre estas. 

#### Varal
Es cada uno de los mástiles de madera que forman las andas y que sirven para que los horquilleros puedan llevar el trono.